# Epipedobates narinensis
Epipedobates narinensis é uma espécie de anfíbio anuro da família Dendrobatidae. Está presente na Colômbia. A UICN classificou-a como deficiente de dados.